# Wilna Haffmans
Wilhelmina Hermanna Maria Theresia (Wilna) Haffmans (Nijmegen, 14 september 1936 - Laren (Noord-Holland), 9 juni 2021) was een Nederlandse beeldhouwer en medailleur.

## Leven en werk
Haffmans werd opgeleid aan de Academie voor beeldende kunst in Arnhem (1954-1959), waar ze leerde beeldhouwen van Cephas Stauthamer. In 1957 leerde ze de beeldhouwer Gerard Bruning (1930-1987) kennen, die haar uitnodigde voor een tentoonstelling van Nijmeegse jongeren. Ze trouwden na haar afstuderen in 1959 en vestigden zich in Cuijk. Haffmans verhuisde later naar Malden; haar laatste jaren woonde ze in het Rosa Spierhuis in Laren, waar ze op 9 juni 2021 overleed. Naast werken voor de openbare ruimte in steen en brons, maakte ze klein plastiek en penningen. Ze exposeerde meerdere malen, onder meer in 1997 in Groenlo met haar dochter, de kunstenares Florentijn Bruning. In 2011 ontving Haffmans van de gemeente Cuijk de bronzen merlet, een culturele onderscheiding.

## Werken (selectie)
- Overpeinzing (1959/1960), Cuijk
- Barmhartige Samaritaan (1970), oorlogsmonument in Vlijmen
- Vis (1970), Nijmegen
- Zeemeermin (1971), bij het zwembad in Cuijk
- Duikelvrouwtje (1973), Valkenswaard
- Handstand (1974), Oss
- Andersom (1980), Nijmegen
- Moeder met kind en vogel (1983), Nijmegen
- Fille à fil (1984), Cuijk
- Koorddanser (1986), Cuijk
- Intimiteit (1990), Boekel
- Vrouw op stoeltje (1992), Alphen aan den Rijn
- Duivin (1997), Cuijk
- Nesteldrang (2011), Cuijk. Ontwerp uit 1979, in 2011 aangekocht door de gemeente.
- Levensboom, Cuijk

## Persoonlijk
Ze was dochter van Emilie Henriëtte Marie van de Wijer en militair Roeland Maria Jan Willem Haffmans. Zus Rinie Blaisse (1928) werd kunstschilder, broer Paul Haffmans (1932) werd architect; hij heeft de Moskee Taibah op zijn naam staan. Zelf was ze enige tijd getrouwd met  kunstenaar Gerard Bruning. Dochter Judith Bruning werd kledingontwerpster; zoon Florentijn kunstschilder,  

## Galerie

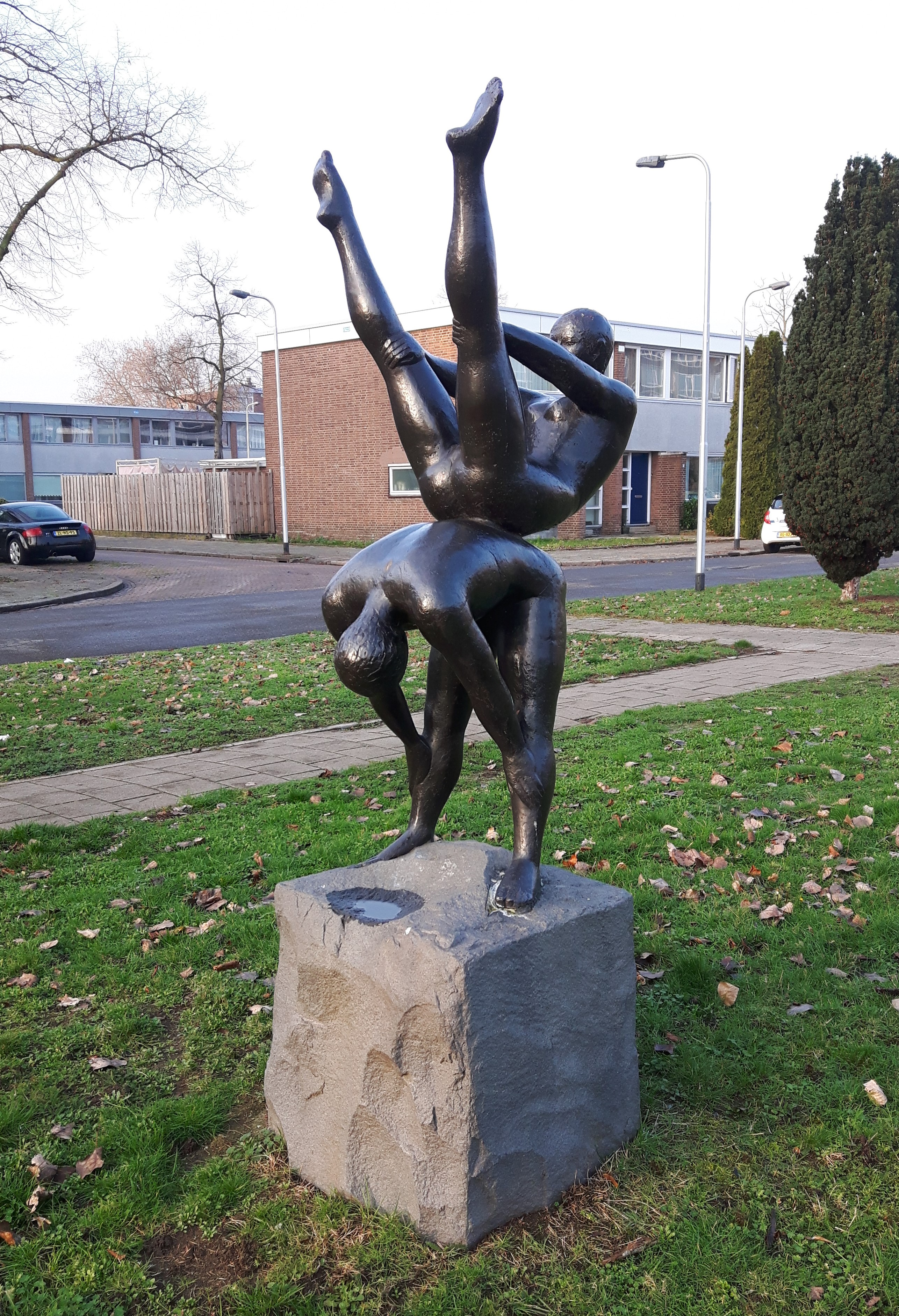
Andersom
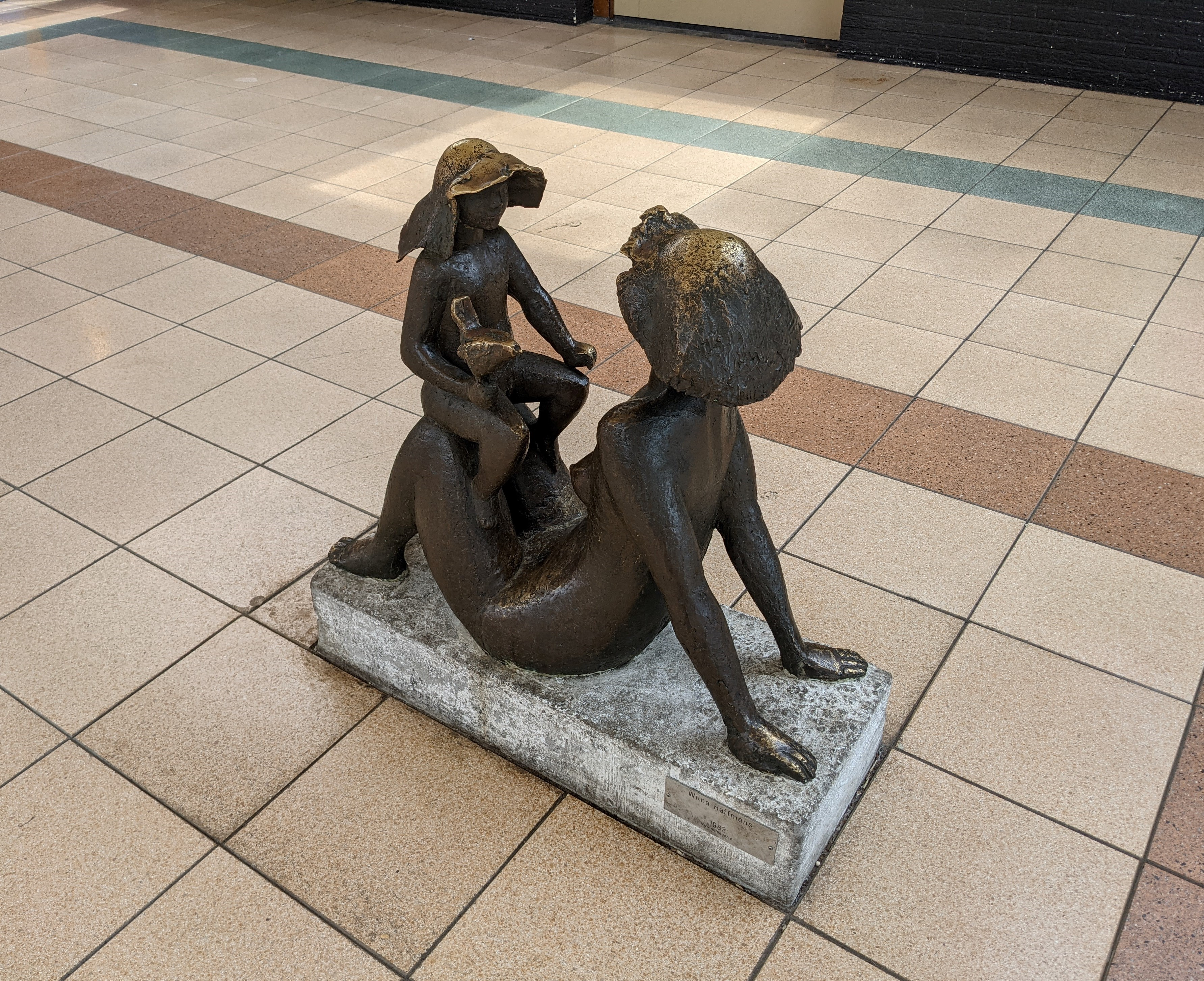
Moeder met kind en vogel
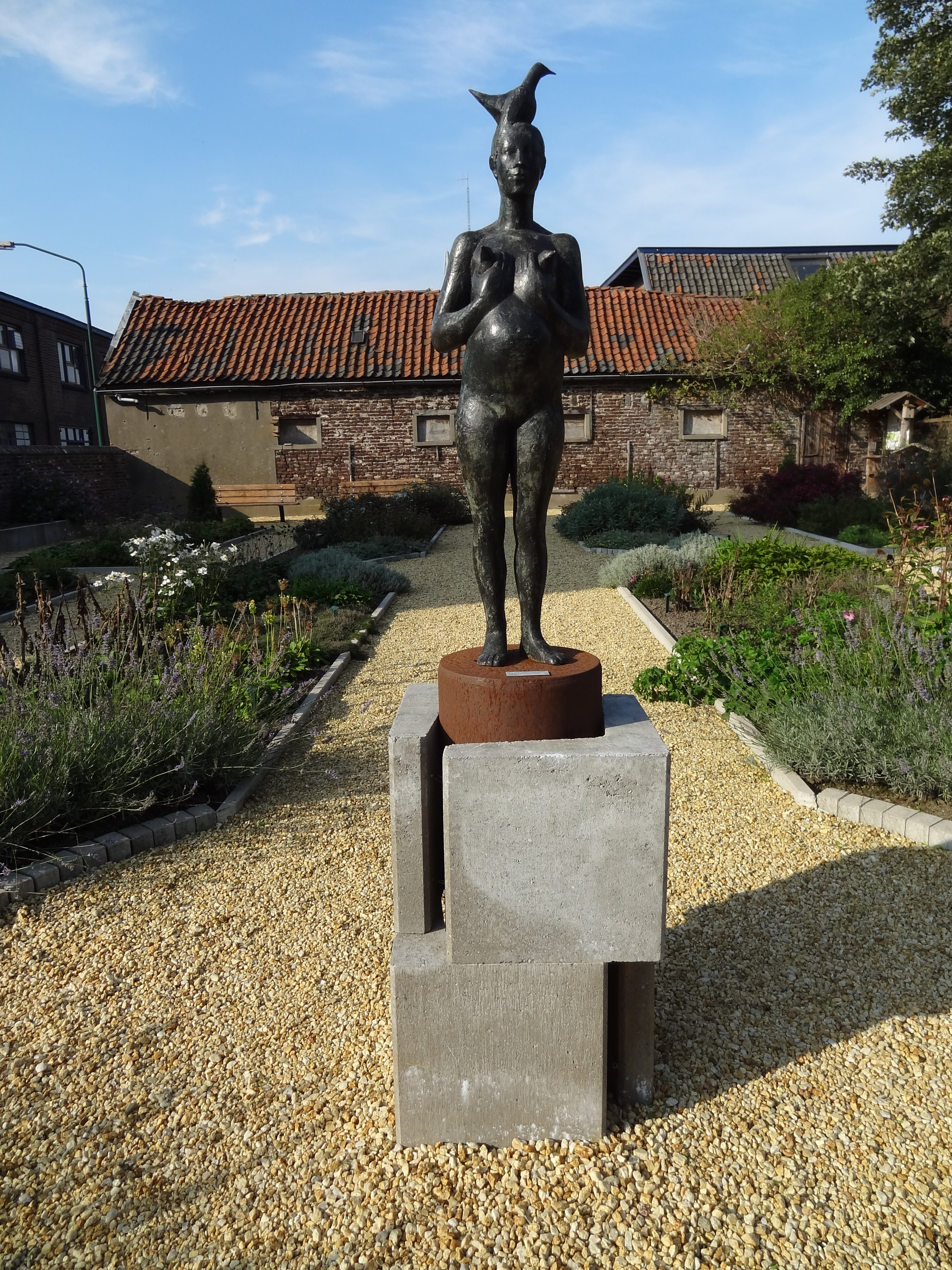
Nesteldrang
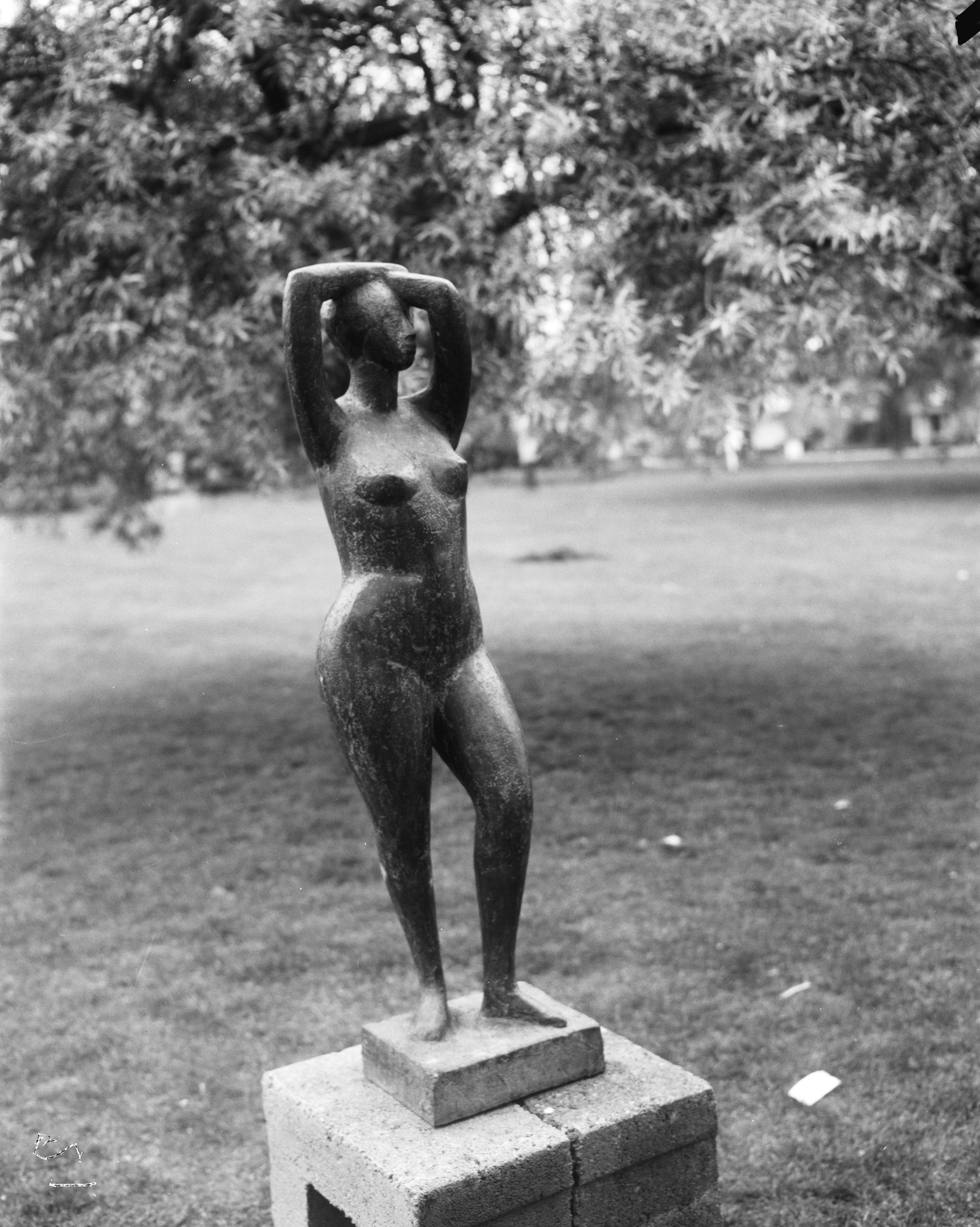
Overweging
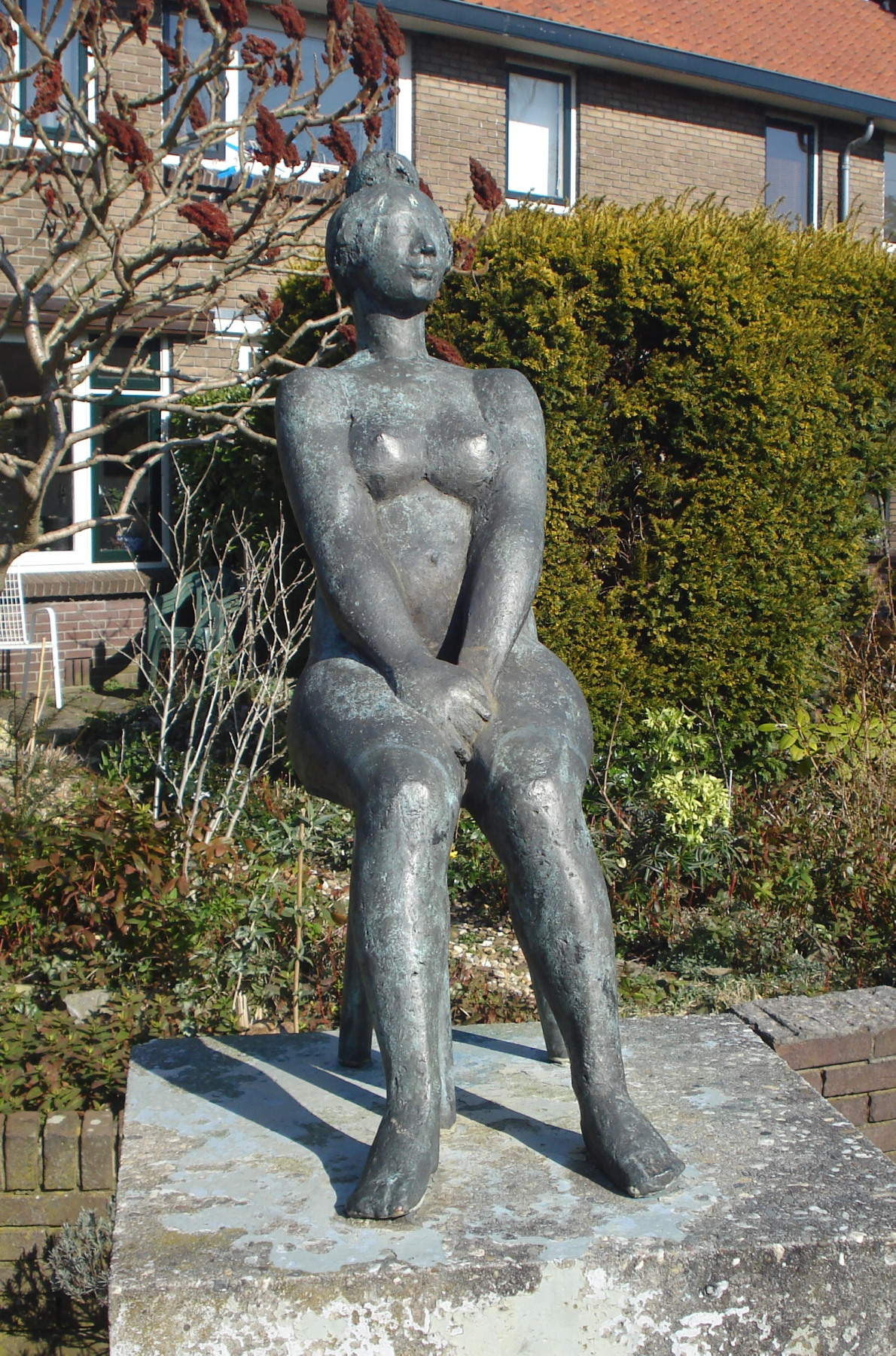
Vrouw op stoeltje